# 中山そら (実業家)
中山 そら（なかやま そら、2005年3月30日 - ）は、日本の起業家。東京都渋谷区出身。2018年に現役の中学生という身で、家庭教師を事業として立ち上げた。

## 来歴
2018年11月、東京都渋谷区立の中学に通う2年生の時、高校生を講師とする個別指導塾「ハイカテ」を創業した。指導対象は中学生で、「受験を終えたばかりで現役受験生に近い」という点をセールスポイントとし、都立高校生の姉の協力も得ながら講師を獲得している。起業家活動の経験ある両親の影響も受けており、2019年の取材では、自身は大学に進学せずスーパーマーケットを開くことを目標としていると述べている。